# Episodi di Les Mystères de l'amour (trentacinquesima stagione)
La trentacinquesima stagione della serie televisiva Les Mystères de l'amour è andata in onda in Francia dal 11 agosto 2024 al 19 gennaio 2025 sul canale Telemontecarlo.
In Italia è inedita.
| nº | Titolo originale                      | Titolo italiano | Prima TV Francia  | Prima TV Italia |
| -- | ------------------------------------- | --------------- | ----------------- | --------------- |
| 01 | Surprise surprises                    |                 | 11 agosto 2024    |                 |
| 02 | En avant la musique                   |                 | 18 agosto 2024    |                 |
| 03 | Faute grave                           |                 | 25 agosto 2024    |                 |
| 04 | La vie est belle                      |                 | 1 settembre 2024  |                 |
| 05 | Brutale disparition                   |                 | 8 settembre 2024  |                 |
| 06 | Portrait robot                        |                 | 15 settembre 2024 |                 |
| 07 | Sauvage !                             |                 | 22 settembre 2024 |                 |
| 08 | Le silence est d'or                   |                 | 29 settembre 2024 |                 |
| 09 | Double angoisse                       |                 | 6 ottobre 2024    |                 |
| 10 | Double déclaration                    |                 | 13 ottobre 2024   |                 |
| 11 | Inévitable catastrophe                |                 | 20 ottobre 2024   |                 |
| 12 | Costa Rica                            |                 | 27 ottobre 2024   |                 |
| 13 | Tel père                              |                 | 3 novembre 2024   |                 |
| 14 | Vérité rétablie                       |                 | 10 novembre 2024  |                 |
| 15 | L'intrigante                          |                 | 17 novembre 2024  |                 |
| 16 | Sous la gorge                         |                 | 24 novembre 2024  |                 |
| 17 | A couteaux tirés                      |                 | 1 dicembre 2024   |                 |
| 18 | Fatale emprise                        |                 | 8 dicembre 2024   |                 |
| 19 | Sous le charme                        |                 | 15 dicembre 2024  |                 |
| 20 | Si on se mariait à Noël - 1ère partie |                 | 22 dicembre 2024  |                 |
| 21 | Si on se mariait à Noël - 2ème partie |                 | 22 dicembre 2024  |                 |
| 22 | Si on se mariait à Noël - 3ème partie |                 | 22 dicembre 2024  |                 |
| 23 | Retour en arrière                     |                 | 29 dicembre 2024  |                 |
| 24 | Une nouvelle année                    |                 | 5 gennaio 2025    |                 |
| 25 | Bataille d'amour                      |                 | 12 gennaio 2025   |                 |
| 26 | Disparitions en série                 |                 | 19 gennaio 2025   |                 |